# Гексафторостаннат(IV) бария
Гексафторостаннат(IV) бария — неорганическое соединение,
соль бария и гексафторооловянной кислоты
с формулой Ba[SnF6],
бесцветные кристаллы,
растворяется в воде,
образует кристаллогидраты.

## Получение
- Сплавление олова и фторидов бария и меди(II):

{\displaystyle {\mathsf {BaF_{2}+Sn+2CuF_{2}\ {\xrightarrow {750^{o}C}}\ Ba[SnF_{6}]+2Cu}}}

## Физические свойства
Гексафторостаннат(IV) бария образует бесцветные кристаллы
тригональной сингонии,
пространственная группа R 3,
параметры ячейки a = 0,74279 нм, c = 0,7418 нм
.
Растворяется в воде.
Образует кристаллогидрат состава Ba[SnF6]•3H2O.